# 鄢颇
鄢颇（1967年1月5日—），本名鄢潑 , 北京人，中國大陸电影导演。毕业於法国国立高等装饰艺术学院视觉传播系。

## 导演作品

### 电视剧
- 2005年《玻璃婚》
- 2006年《新结婚时代》
- 2008年《阴丹士林》
- 2010年《糟糠之妻》

### 电影
- 2005年《阿司匹林》
- 2009年《摇摆de婚约》

## 演员
- 2007年《第三个人》 合作演员：徐峥、陶虹、高圆圆

## 个人生活
鄢颇与演员梅婷曾在2001年结婚，五年之后离婚。
2010年鄢颇被人袭击严重砍伤，2011年主犯坦白自己是李小冉的前男友中国影视制片人、孙继先的孙子孙东海的朋友。孙为了李而离婚，但李移情别恋鄢颇。